# Moondyne Joe
Joseph Bolitho Johns, né vers 1826 à Cornouailles et mort le 13 août 1900, mieux connu sous le nom de Moondyne Joe, est un bushranger d'Australie-Occidentale.
Il a réussi à s'échapper à cinq reprises de prison, dont la prison de Fremantle.
Le livre Moondyne (1879) de John Boyle O'Reilly est basé sur son histoire.
Moondyne Joe fut un bandit australien connu pour avoir été le roi de l'évasion. Il s'évada tellement de fois de prison qu'une cellule spéciale fut conçue pour lui, avec la promesse du gouverneur que s'il réussissait à s'en échapper, il serait pardonné. Il réussit à s'en évader et cette promesse lui fut utile pour atténuer sa peine quand il se fit reprendre 2 ans plus tard.